# Vaisei

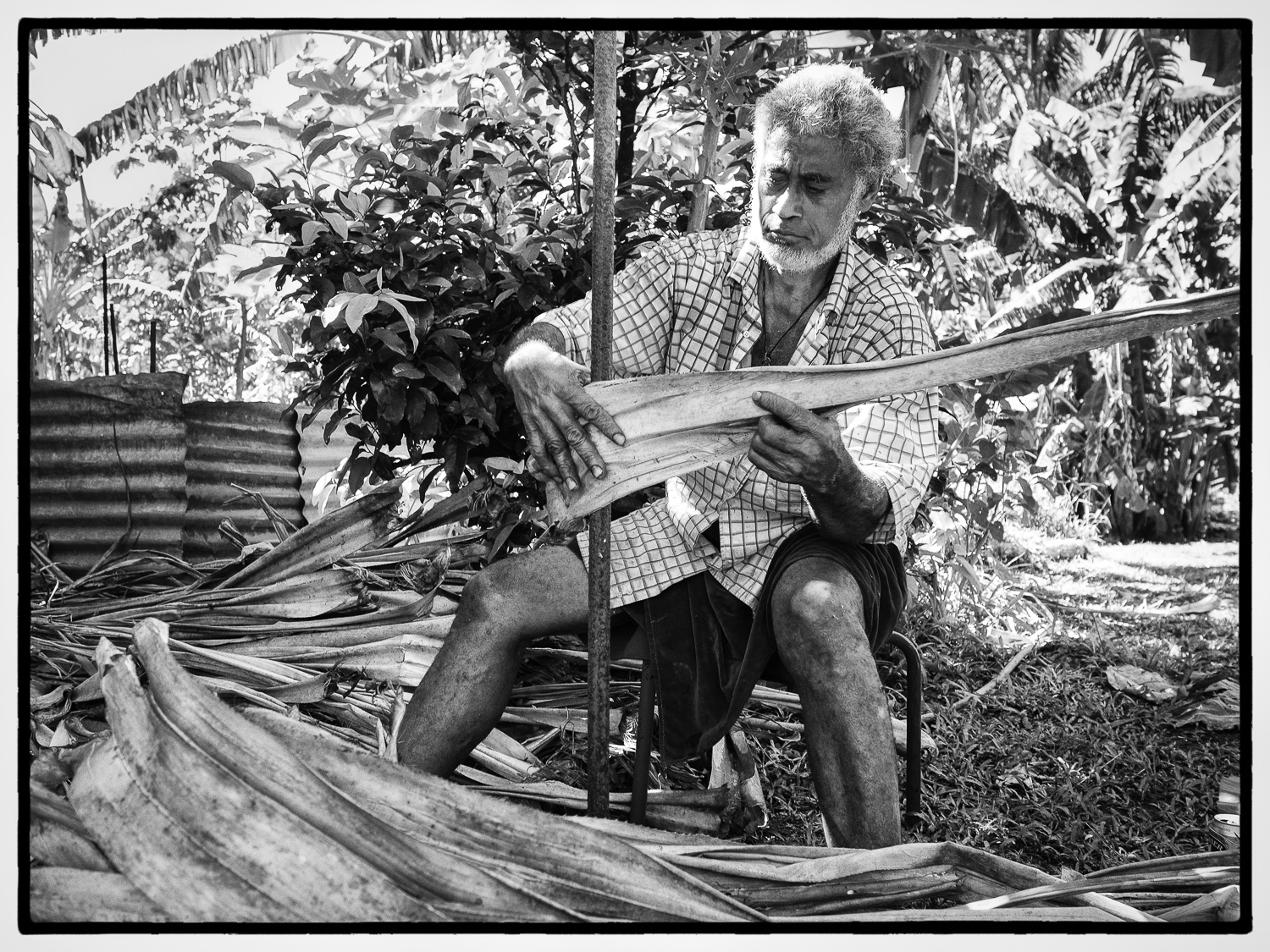
Un villageois de Vaisei assouplissant une feuille de pandanus pour la construction d'un fale, 2019.

Vaisei est un village de Wallis et Futuna situé dans le royaume de Sigave, sur la côte ouest de l'île de Futuna. 
Selon le recensement effectué en 2018, la population est de 160 habitants.